# New Kids on the Block

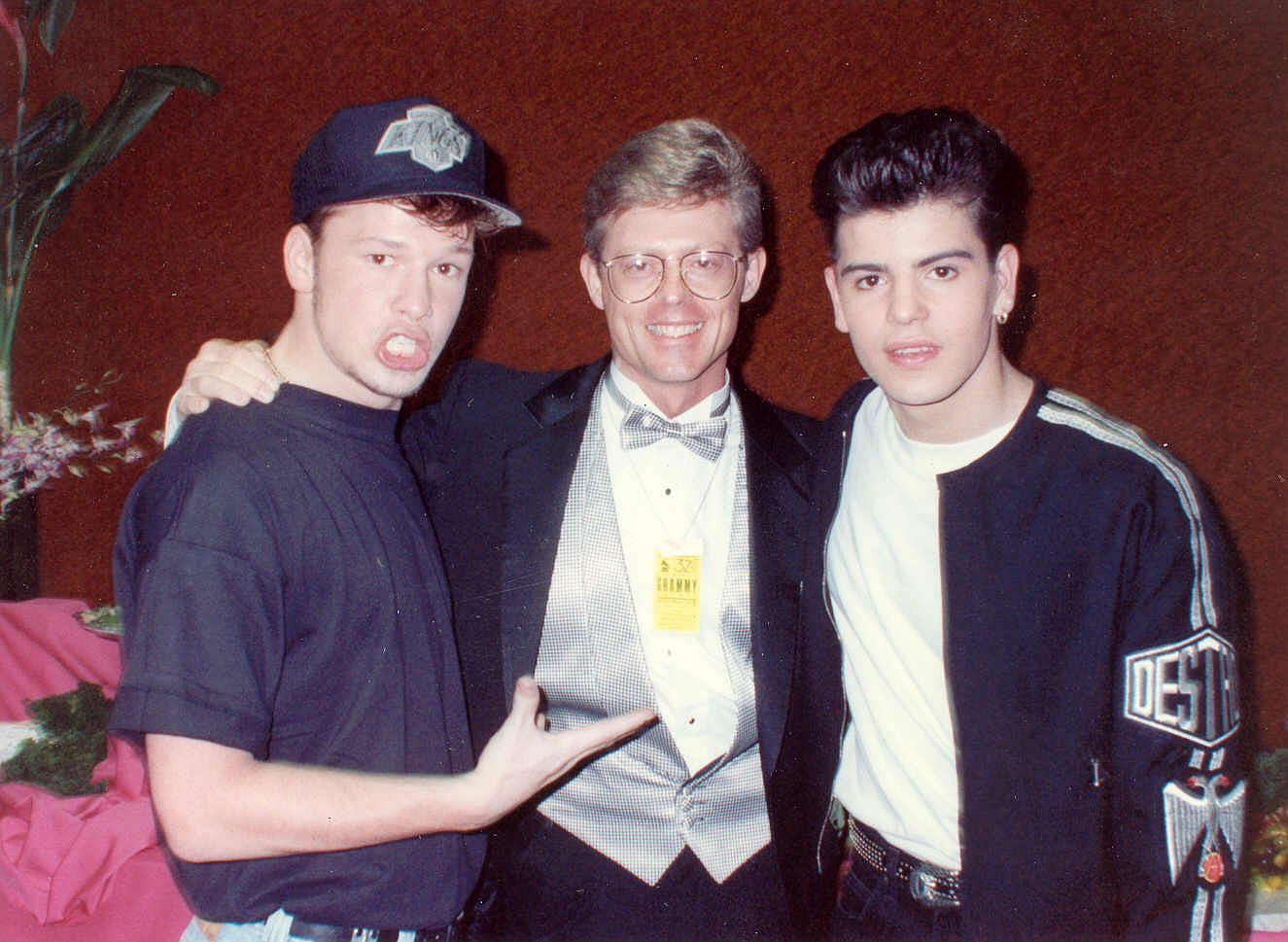
Донні Волберг та Джордан Найт на церемонії Гремі, 1990 рік

«New Kids on the Block»  (NKOTB) — американський поп-гурт, заснований 1984 року. Найбільшою популярністю втішався в період 1988—1990, протягом яких тричі очолював Billboard Hot 100. Найбільший хіт — Step By Step — був випущений в травні 1990 року. У тому ж році вони обійшли, за даними журналу Forbes, Майкла Джексона і Мадонну за прибутковістю. У 1990-х, у зв'язку з підйомом гранжу і репу, гурт став поступатися позиціями в чартах і був остаточно розпущений в 1994 році. Послужив прототипом багатьох наступних чоловічих гуртів, включаючи Take That й Backstreet Boys.

## Дискографія
- 1986 New Kids on the Block
- 1988 Hangin' Tough
- 1989 Merry, Merry Christmas
- 1990 Step by Step
- 1991 No More Games — The Remix Album
- 1991 H.I.T.S.
- 1994 Face the Music
- 2008 The Block